# Mónica Montañés
Mónica Montañés (Caracas, Venezuela, 22 de noviembre de 1966) es una escritora, periodista y dramaturga venezolana de teatro y televisión, conocida por ser la autora de exitosas producciones como, Guerra de Mujeres, Voltea pa' que te enamores,Válgame Dios y Para verte mejor.

## Carrera
Se hizo conocida como escrito gracias a la obra El aplauso va por dentro, texto que se estrenó en Caracas el 7 de junio de 1996 y que recorrió todas las carteleras del país por varios años. Igualmente se ha presentado en Nueva York, Madrid, Bogotá, Santiago de Chile, Lisboa, Miami, Los Ángeles, Aveiro, Funchal, Tenerife y Huesca y se transmitió por HBO Olé, en el espacio 7.º Sentido. Sin voz, texto que se estrenó en Caracas en 1997, obtuvo una mención en el Premio Marco Antonio Ettegui en 1997. Caí redonda, texto que se estrenó en Caracas, el 2 de marzo del 2000, dirigida por Gerardo Blanco y actuada por Francis Rueda y Aura Rivas. Yo, Tú, Ella, obra estrenada en Caracas el 4 de junio del 2005, dirigida igualmente por Gerardo Blanco y actuada por Marisol Matheus, Violeta Alemán y Mónica Pasqualotto. Bella no, bellísima, actuada por Elba Escobar, dirige Gerardo Blanco 2006
Fue como periodista trabajo como Directora de Comunicaciones del Ateneo de Caracas por 1995-96, periodista de la sección de Arte y Espectáculos de El Diario de Caracas por 1990-95, Columnista de la revista Entertainment SuperClable por 1999-2000, y columnista de la revista Estampas de El Universal por 2000-2006.

## Guionista

### Televisión
- El perdón de los pecados (1996–1997)
- Contra viento y marea (1998-99)
- Más que amor, frenesí (telenovela) (2001)
- Guerra de Mujeres (2001–2002)
- Las González (2002)
- Voltea pa' que te enamores' (2006-2007)
- ¿Vieja yo? (2008-2009)
- Harina de otro costal (2010)
- Válgame Dios (2012)[6]
- Para verte mejor (2016-2017)[7]

### Teatro
- El aplauso va por dentro (1997)[8]
- Caí redonda (2000)
- Veintitantos amores y pico (2004)
- Parece Mentira (2003)[9]
- Yo, Tú, Ella (2005)
- Perlas falsas (2005)
- Desconocidos (2009).

### Libros
- Los distintos (Ekaré, 2020).